# Château-vieux d'Andouque
Pour les articles homonymes, voir Château-Vieux et Château de Châteauvieux.
Le château-vieux d'Andouque est un donjon en ruines située sur la commune de Crespin, dans le Tarn (France). Il est situé à proximité du village d'Andouque qui tient son nom de la bâtisse.

## Historique

### Origine
Le château d'Andouque est de construction très ancienne, puisqu'il est mentionné dès le 6 juillet de l'an mil dans un acte de don de la part du vicomte d'Albi, Aton III, envers la collégiale Saint-Salvy. On peut dès lors imaginer que le bâtiment lui appartenait. Certains historiens mentionnent le XIe siècle comme date de construction pour la tour.
Apparaît bientôt la famille d'Andouque, originaire du village, et qui semble avoir été en possession de l'édifice. De cette famille est apparemment issu Pierre d'Andouque, moine de Conques puis évêque de Pampelune en Espagne.

### Mentions historiques
Au début du XIVe siècle, une partie au moins du château appartient à la famille de Lescure. Ainsi, vers 1350, Sicard III de Lescure vend cette part à l'abbaye de Bonnecombe afin de financer son train de vie quelque peu fastueux.
En 1489, il est à nouveau mentionné, dans une enquête à propos du droit de pesade. Ainsi, il est dit que le village d'Andouque, dépendant de Cordes, est dirigé par des consuls. Ces derniers nomment un châtelain pour le château, qui appartient au roi de France et sert à défendre les lieux. Le châtelain est payé par les habitants de la ville, en argent ou en blé, et reçoit ainsi 12 à 15 livres de rentes.
L'illustre historien Alexandre Du Mège a écrit un mémoire sur l'édifice au XIXe siècle.
Avec la création de la commune de Crespin, au début du XXe siècle, le château d'Andouque ne dépend plus du village éponyme.

## Architecture
Construit sur un léger promontoire surplombant un méandre du ruisseau de l'Andouquette, le château-vieux d'Andouque n'est aujourd'hui plus qu'une ruine de donjon rectangulaire en pierre. Elle mesure de 7 à 12 mètres de hauteur selon les vestiges et est encore entourée de quelques autres ruines de murs sur environ six mètres.
Les archives mentionnent la présence d'une chapelle castrale dédiée à Saint-Michel, aujourd'hui disparue, entretenue avec l'argent de censives.